# ظالم (فیلم ۱۹۹۴)
ظالم (به هندی: Zaalim) فیلمی محصول سال ۱۹۹۴ و به کارگردانی سیکندر بهارتی است. در این فیلم بازیگرانی همچون آکشی کومار، مادهو، ویشنوواردان، آلوک نات، رانجیت، عارون باکشی و آنانیا کاره ایفای نقش کرده‌اند.